# Neuenhagen bei Berlin
Neuenhagen bei Berlin – miejscowość i gmina w Niemczech, w kraju związkowym Brandenburgia, w powiecie Märkisch-Oderland.
W gminie znajduje się przystanek kolejowy Neuenhagen (b Berlin).

## Współpraca
Miejscowości partnerskie:
- Grünwald, Bawaria
- Świebodzin, Polska